# بونيرة صغيرة مجوفة البقع
بونيرة صغيرة مجوفة البقع (الاسم العلمي:Parvaponera cavimaculata) هي نوع من الحشرات تتبع الجنس البونيرة الصغيرة من فصيلة النمليات.